# نقش كيلامو

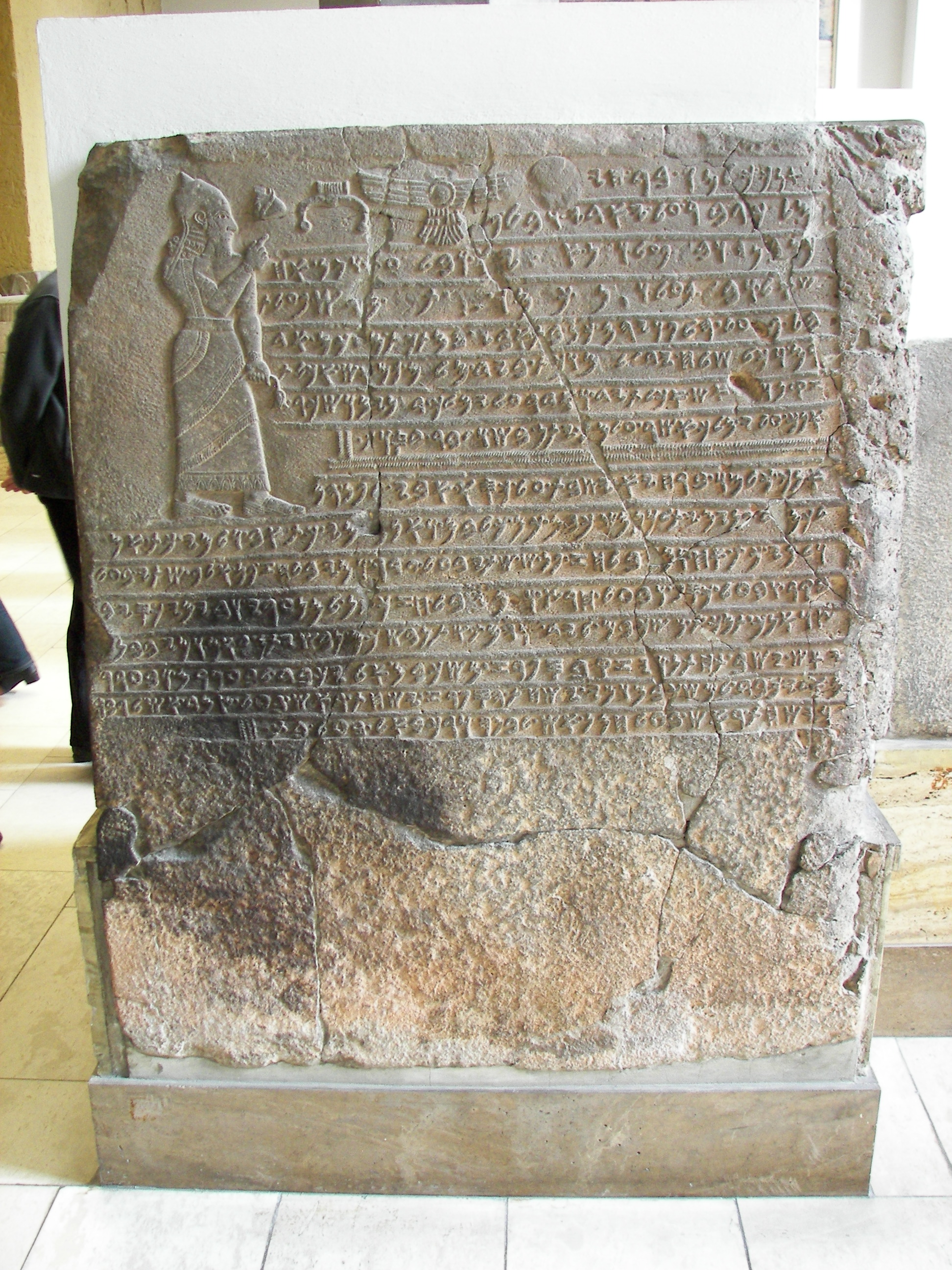
نصب كيلامو وعليه نقشه

نقش كيلامو هو نص على نصب أو مسلة من القرن التاسع قبل الميلاد للمك كيلامو أو كيلامووا . ملك شمأل، يقول فيه أنه نجح حيث فشل أسلافه في رفع شأن مملكته.
اكتشف نقش كيلامو خلال الحفريات في مدخل القصر الكبير في مملكة يأدي. في موقع زنجرلي حاليًا، في أثناء أعمال بعثة الجمعية الشرقية الألمانية للأعوام 1888-1902م بإدارة لوشان Felix von Luschan وروبرت كولدفاي 
النصب موجود حاليًا في متحف بيرغامون. يحمل النقش الرمز KAI 24 في مدونة النقوش الكنعانية والآرامية.

## وصف النصب
في الجهة اليسرى على حجر بارتفاع 154 سم، وعرض 130 سم يظهر الملك كيلموا وهو يقف في أعلى اليسار ويشير إلى أربعة رموز لآلهة آشورية بذراعه اليمنى وأصبعه. يده اليسرى ملفوفة على جانبه الأيسر تحمل زهرة لوتس ذابلة، رمزًا لموت الملك.  وهو يرتدي ملابس الملك مع قبعة.
في النصب كسور مما أدى لتلف بعض الحروف.

## محتوى النقش
- قسم أول فيه، يفتخر كيلامو بنفسه وبمنجزات، ويحط من شأن من سبفه.
- قسم ثاني فيه، ذكر سوء حال طبقة الموشكيم قبل عهد كيلامو، وكيف صلح حالهم في عهده.
- قسم أول ثالث، توصية كيلامو لمن سيخلفه باتباع نهجه.

## نص النقش
النقش عبارة عن نص مؤلف من 16 سطرا باللغة الفينيقية، ومكتوب في شكل آرامي قديم للأبجدية الفينيقية.عُني بالنص وقدمت له دراسة بالألمانيةوعربها حامدة
| ترجمة النص | نقحرة النص |
| --- | --- |
| 1. أنا كيلامو بن حيا. 2. جبر مَلَكَ على يادي بلا فعل 3. كان باماه وبلا فعل وكان أبي حيا بلا فعل وكان أخي 4. شال وبلا فعل. وأنا كلمو بن تمـ[ـت] فعلت 5. ما لم يفعله الأقدمون. كان بيت أبي وسط ملوك أقوياء 6. وكلهم مدوا أيديهم ليأكلوه. وكنت في يد الملوك كما لو أكلت 7. ذقني وكما لو أكلت يدي. وقويّ عليّ ملك الدانونيين واستعنت 8. بملك آشور. فكانت الفتاة تعطى بشاة والرجل بثوب .......................... 1. أنا كيلامو بن حيا جلست على كرسي أبي أمام 2. الملوك القدماء. عوى الموشاكبيين كالكلاب. وأنا لمنهم كأب، ولمنهم كأم 3. ولمنهم كأخ. ومن لم ير وجه شاة جعلته صاحب قطيع غنم. ومن لم ير وجه ثور جعلته صاحب قطيع 4. بقر وصاحب فضة وصاحب ذهب. ومن لم ير كتانًا منذ نشأ. فبأيامي كُسي بثوب 5. وأمسكت الموشاكبيين بيد وتعلقت بهم تعلق اليتيم بأمه. ومن من أبنائي 6. الذي يجلس بعدي ويؤذي هذا السفر. فالموشاكبيين لا يحترمون البعريرين والبعريرين 7. لا يحترمون الموشاكبيين. والذي يخرب هذا السفر يسحق رأسه بعل صمد الذي بجبر 8. وليسحق رأسه بعل حامون الذي بباماه. وراكب ايل سيد البيت | 1. انك كلمو بر حيا. 2. ملك جبر عل يادي وبل فعل. 3. كن بمه وبل فعل. وكن اب حيا وبل فعل. وكن اح 4. شال وبل فعل. وانك كلمو بر تم(ت) ماش فعلت 5. بل فعل هلفني(ه)م. كن بت ابي بمتكت ملكم اد 6. ريم وكل شلح يد لهلحم. وكت بيد ملكم كم اش اكلت 7. زقن وكم اش اكلم يد. وادر علي ملك دننيم وشكر 8. انك علي ملك اشر. وعلمت يتن بش وجبر بسوت. .......................... 1. انك كلمو بر حيا يشبت عل كسا ابي لفن هم 2. لكم هلفنيم يتلنن مشكبيم كم كلبيم. وانك لمي كت اب، ولمي كت ام 3. ولمي كت اح. ومي بل حز فن ش. شتي بعل عدر. ومي بل حز فن الف شتي بعل 4. بقر، وبعل كسف. وبعل حرص. ومي بل حز كتن لمنعري. وبيمي كسي بـ 5. ـص. وانك تمكت مشكبم ليد. وهمت شت نبش كم نبش يتم بام. ومي ببنـ 6. ـي اش يشب تحتن ويزق بسفر ومشكبم ال يكبد لبعررم. وبعرر 7. م ال يكبد لمشكبم. ومي يشحت هسفر ويشحت راش بعل صمد اش لجبر 8. ويشحت راش بعل حمن اش لبمه، وركب ال بعل بت |

## تعليقات على النص
- اسم كيلامو بالفينيقي 𐤊𐤋𐤌𐤅 ك ل م و، أو كيلاموا أو كيلاموفا هو اسم من اللغات الأناضولية على الأرجح كونه ينتهي باللاحقة موفا التي تتكرر في الأسماء في تلك اللغات، ويعني الولد النبيل ومادة الحياة [7]
- ترد كلمة ابن بالصيغة الآرمية بر، ما يمكن رده إلى لهجة يأدي كما في نقش برراكب
- يرد في النقش مسميات لمجموعات بشرية، كما في حالة رد عدوان ملك الدانونيين (دننيم. سطر 7) الذي استعان كيلامو بملك آشور شولمانو- أشارئد عليه. ومجموعة الموشاكبيين (مشكبيم. سطر 10، 13، 14، 15) والبعريرين (بعررم. سطر 14) ويبدو أنهما طبقتين أو فئتين اجتماعيتين، أشفق كيلامو على الموشاكبيين وتقرب منهم ومن المرجح أن يكونوا الفلاحين هم المعنيين بهذه التسمية، ويقلبلهم البعريرين الذين قد يكونون من البدو. [8]
- أورد النص أسماء آلهة هي: بعل صمد، وبعل حامون، وراكب ايل.

## أنظر كذلك
ممالك سورحيثية